# ترانس کاتن
ترانس کاتن (انگلیسی: Terrance Cauthen؛ زادهٔ ۱۴ مهٔ ۱۹۷۶) بوکسور اهل ایالات متحده آمریکا است.